# 冠婚葬祭探偵
『冠婚葬祭探偵』（かんこんそうさいたんてい）は、TBS系列の「月曜ゴールデン」枠で2007年11月26日に放送された作品。制作はTBSとファインエンターテイメントである。サブタイトルは「親の遺産をめぐる美人三姉妹の殺意!自殺?他殺?謎の首吊り事件の真相は会葬者が知っている!?驚愕の遺言書の中身とは!?」。視聴率は12.3%。

## キャスト
福本華恵
演 - 中村玉緒
冠婚葬祭会社「セレモニー福本」の社長で、自らは葬祭業務の方を主にしている。自らの経験からか、娘である寿恵が夫の博人に愛想を尽かされないかと心配している。
飛田寿恵
演 - さとう珠緒
「セレモニー福本」社員。幸吉と華恵の一人娘。
金沢舞
演 - 川村亜紀
「セレモニー福本」社員。
田尻篤史
演 - 安岡力也
隅田署刑事。遺体を見るのが苦手。
三沢幸吉
演 - 森本レオ
「セレモニー福本」社員で、経理担当。華恵の元夫。別れた理由は、10年前の自身の浮気である。鍋料理が得意。
飛田博人
演 - 神田正輝
寿恵の夫。「セレモニー福本」社員。ウェディングプランナーとして超一流だが、葬祭業務には不慣れである。
村岡祐次
演 - 桐島優介
結婚式の依頼者。
井上奈美
演 - 田中千代
結婚式の依頼者。
沢渡要蔵
演 - 野村昇史
沢渡宝石会長。
沢渡菊子
演 - 中原果南
沢渡宝石社長。沢渡家長女。
沢渡百合子
演 - 寺田千穂
沢渡家次女。
沢渡桜子
演 - 遠野舞子
沢渡家三女。
沢渡秀行
演 - 日比野玲
沢渡宝石副社長。百合子の夫。
沢渡隆広
演 - 宮下直紀
沢渡宝石専務。桜子の夫。
日向亜佐美
演 - 一戸奈美
クラブ ピンキームーンのホステス。源氏名はアユ。沢渡家姪。
立花
演 - 湯江健幸
画家。
草刈
演 - 樋渡真司
顧問弁護士。
山中
演 - 徳秀樹
隅田署刑事。
沢渡家家政婦
演 - 山口みよ子
「セレモニー福本」社員
演 - 久田節美
エステティシャン
演 - 小山亜由子
日向亜佐美の叔父
演 - 有村圭助

## スタッフ
- 監督 - 五木田亮一
- プロデューサー - 森川真行
- 脚本 - いとう斗士八
- 技術プロデューサー - 石井勝浩
- 撮影 - 木村弘一
- 協力 - フジアール、バスク